# Nikita Bolozin
Nikita Bolozin –en ruso, Никита Болозин– (Lípetsk, 14 de diciembre de 1994) es un deportista ruso que compite en remo.
Ganó una medalla de plata en el Campeonato Mundial de Remo de 2019 y una medalla de plata en el Campeonato Europeo de Remo de 2017, ambas en la prueba de dos sin timonel ligero.

## Palmarés internacional
| Campeonato Mundial | Campeonato Mundial       | Campeonato Mundial | Campeonato Mundial     |
| Año                | Lugar                    | Medalla            | Prueba                 |
| ------------------ | ------------------------ | ------------------ | ---------------------- |
| 2019               | Ottensheim (Austria)     | Medalla de plata   | Dos sin timonel ligero |
| Campeonato Europeo |                          |                    |                        |
| Año                | Lugar                    | Medalla            | Prueba                 |
| 2017               | Račice (República Checa) | Medalla de plata   | Dos sin timonel ligero |